# Мокротинська сільська рада
| Мокротинська сільська рада — орган місцевого самоврядування у Жовківському районі Львівської області з адміністративним центром у с. Мокротин. Історична дата утворення: в 1940 році. Водоймища на території, підпорядкованій даній раді: річка Свиня. Сільській раді підпорядковані населені пункти: - с. Мокротин - с. Відродження - с. Копанка - с. Поляни - с. Тернів |

## Склад ради
Рада складається з 14 депутатів та голови.

### Керівний склад ради
| ПІБ                      | Основні відомості                                                             | Дата обрання | Дата звільнення |
| ------------------------ | ----------------------------------------------------------------------------- | ------------ | --------------- |
| Хлібишин Іван Михайлович | Сільський голова, 1953 року народження, освіта, безпартійний                  | 26.03.2006   | 31.10.2010      |
| Хлібишин Іван Михайлович | Сільський голова, 1953 року народження, освіта середня загальна, безпартійний | 31.10.2010   |                 |

Примітка: таблиця складена за даними джерела